# Molophilus ordinarius
Molophilus ordinarius là một loài ruồi trong họ Limoniidae. Chúng phân bố ở miền Australasia.